# Xystrocera interrupta
Xystrocera interrupta är en skalbaggsart som beskrevs av Jordan 1903. Xystrocera interrupta ingår i släktet Xystrocera och familjen långhorningar.
Artens utbredningsområde är:
- Gabon.
- São Tomé och Príncipe.

Inga underarter finns listade i Catalogue of Life.